# Alfredo D’Ambrosio
Alfredo D’Ambrosio (* 13. Juni 1871 in Neapel; † 29. Dezember 1914 in Nizza) war ein italienischer Komponist und Violinist.

## Leben
D’Ambrosio studierte am Konservatorium „San Pietro a Majella“ in Neapel, später bei Pablo de Sarasate in Madrid und August Wilhelmj in London. Danach ließ er sich in Nizza nieder, widmete sich der Komposition und arbeitete als Lehrer.
Sein Bruder Luigi D’Ambrosio war ebenfalls Violinist und später Lehrer von Salvatore Accardo.

## Werke
D’Ambrosio schrieb neben zwei Violinkonzerten zahlreiche Stücke für Violine und Klavier, die zu Beginn des 20. Jahrhunderts eine gewisse Popularität besaßen.
Sein erstes Violinkonzert entstand zwischen April und Oktober 1903 und wurde am 29. Oktober 1904 mit dem Widmungsträger Arrigo Serato und den Berliner Philharmonikern unter dem Dirigenten August Scharrer uraufgeführt. Das zweite Violinkonzert wurde von George Enesco am 6. April 1913 in Paris unter Leitung des Komponisten uraufgeführt.
Sein bekanntestes Stück wurde die Canzonetta op. 6, die er selbst 1907 auf Schallplatte aufnahm. Weitere Aufnahmen dieses Stücks wurden 1914 von Alexander Petschnikoff, 1921 von Mischa Elman, 1924 von Toscha Seidel und von Georg Kulenkampff gemacht. Daneben wurde auch die Serenade op. 4 1919 von Jascha Heifetz und 1924 von George Enescu eingespielt.
Die Werke sind heute weitgehend vergessen.